# David Ospina
David Ospina Ramírez (Itagüí, 31 agosto 1988) è un calciatore colombiano, portiere e capitano dell'Atlético Nacional e della nazionale colombiana.

## Caratteristiche tecniche
Portiere con un'ottima capacità di giocare la palla con i piedi, sia in fase di impostazione che di disimpegno.
È inoltre dotato di ottimi riflessi e un gran senso della posizione.

## Carriera

### Club

#### Atlético Nacional e Nizza
Dal gennaio 2005 al luglio 2008, gioca con i colombiani dell'Atlético Nacional. In 3 anni Ospina totalizza 97 presenze con il club biancoverde. Il 9 luglio 2008 passa per 2 milioni di euro ai francesi del Nizza, dove rimane per sei stagioni, totalizzando 199 apparizioni e subendo 237 reti.

#### Arsenal
Il 27 luglio 2014 passa per circa 3,5 milioni di euro all'Arsenal. Inizia la stagione 2014-2015 partendo come riserva di Szczęsny, registra la sua prima presenza con i Gunners l'11 gennaio 2015 nella ventunesima giornata di campionato contro lo Stoke City, match vinto per 3-0 dai biancorossi. Con migliori prestazioni soffia il posto al polacco Szczęsny, con quest'ultimo che ha dovuto inoltre affrontare alcuni problemi esterni che gli hanno fatto perdere la titolarità tra i pali, diventando così il nuovo portiere titolare dei Gunners. Da qui disputa così il resto delle 17 partite della Premier League. Nella prima stagione il portiere colombiano quindi disputa 18 presenze con 11 reti subite.
La stagione successiva, con l'ingaggio di Petr Čech da parte dell'Arsenal, Ospina retrocede come dodicesimo, facendo il vice di quest'ultimo per le successive 3 stagioni. Nonostante ciò in 3 stagioni riesce comunque a totalizzare altre 11 presenze. Nell'ottobre 2015 le sue prestazioni con la squadra londinese gli permettono di entrare nei migliori 60 in lizza per il Pallone d'oro.

#### Napoli
Il 17 agosto 2018 si trasferisce al Napoli in prestito con opzione di riscatto. Ad inizio stagione, visto l'infortunio del titolare designato Alex Meret, Ospina gioca titolare, alternandosi con l'altro compagno di reparto Orestīs Karnezīs. Esordisce con la maglia del Napoli il 25 agosto dello stesso anno, nella seconda di campionato vinta dalla squadra partenopea per 3-2 sul Milan.
A dicembre, con il ritorno nei ranghi di Meret, Ospina scala definitivamente a dodicesimo. Il 13 gennaio 2019 gioca titolare per gli ottavi di finale di Coppa Italia contro il Sassuolo, match vinto per 2-0 ai danni dei neroverdi. Il 17 marzo, durante il match casalingo contro l'Udinese, poi vinto 4-2, a inizio gara viene colpito alla testa dall'avversario Ignacio Pussetto: rimasto comunque sul terreno di gioco, al 41' si accascia privo di sensi sicché viene dunque portato d'urgenza al vicino ospedale San Paolo. All'inizio di maggio, il portiere colombiano è costretto a lasciare l'Italia a causa di alcuni problemi familiari, tornando così in patria; da qui conclude in anticipo la sua prima stagione con la maglia azzurra, totalizzando 24 presenze complessive.
Il 4 luglio 2019 il Napoli riscatta il calciatore dall'Arsenal sborsando 3,5 milioni di euro. Nella stagione 2019-2020, dopo l'arrivo di Gennaro Gattuso al posto di Ancelotti, viene preferito a Meret per la sua maggiore abilità con i piedi e nelle uscite, divenendo il portiere più utilizzato. Salta tuttavia per squalifica la finale di Coppa Italia, che viene vinta dalla squadra partenopea contro la Juventus ai calci di rigore.
Durante le due stagioni successive, sotto la guida di Gattuso prima e di Luciano Spalletti poi, consolida la propria titolarità, mantenendo un rendimento tale da risultare uno dei migliori portieri del panorama europeo per percentuale di parate riuscite.

#### Al-Nassr
Dopo aver lasciato il Napoli alla scadenza del contratto, l'11 luglio 2022 firma un biennale con i sauditi dell'Al-Nassr.

### Nazionale

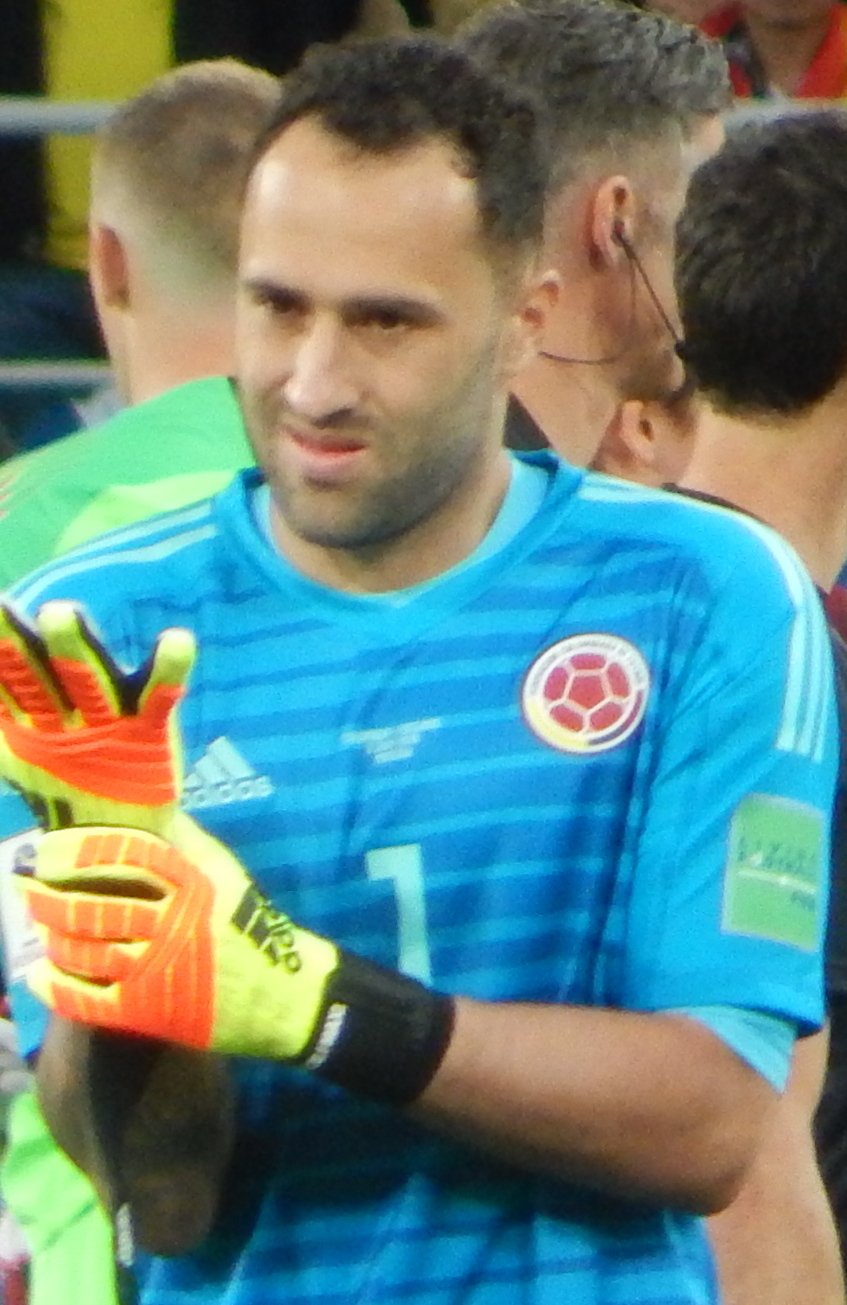
Ospina nel 2018 ai mondiali.

Debutta ufficialmente il 7 febbraio 2007, con la nazionale colombiana, in un'amichevole a Cúcuta, contro l'Uruguay subentrando al minuto 13º a Miguel Calero. Ha inoltre partecipato con la Colombia al campionato del mondo 2014 e alla Copa América 2015.
Viene convocato per la Copa América Centenario negli Stati Uniti.
Il 7 settembre 2019, in occasione dell'amichevole pareggiata per 2-2 contro il Brasile, raggiunge quota 100 presenze in nazionale.
Il 4 luglio 2021 supera Carlos Valderrama come numero di presenze in nazionale (112) nella semifinale contro l'Uruguay in cui è protagonista del passaggio del turno dei colombiani in quanto, a seguito dello 0-0 dei regolamentari, ha parato due rigori agli uruguagi. In semifinale i cafeteros affrontano l'Argentina: la partita finisce 1-1 e si va nuovamente ai rigori, ma questa volta è la Colombia ad avere la peggio.

## Statistiche

### Presenze e reti nei club
Statistiche aggiornate al 29 marzo 2025.
| Stagione                 | Squadra                  | Campionato               | Campionato | Campionato | Coppe nazionali | Coppe nazionali | Coppe nazionali | Coppe continentali | Coppe continentali | Coppe continentali | Altre coppe | Altre coppe | Altre coppe | Totale | Totale |
| Stagione                 | Squadra                  | Comp                     | Pres       | Reti       | Comp            | Pres            | Reti            | Comp               | Pres               | Reti               | Comp        | Pres        | Reti        | Pres   | Reti   |
| ------------------------ | ------------------------ | ------------------------ | ---------- | ---------- | --------------- | --------------- | --------------- | ------------------ | ------------------ | ------------------ | ----------- | ----------- | ----------- | ------ | ------ |
| 2005                     | Atlético Nacional        | PD                       | 2          | -?         | -               | -               | -               | CS                 | 0                  | 0                  | -           | -           | -           | 2      | -?     |
| 2006                     | Atlético Nacional        | PD                       | 34         | -?         | -               | -               | -               | CL                 | 1                  | -?                 | -           | -           | -           | 35     | -?     |
| 2007                     | Atlético Nacional        | PD                       | 47         | -?         | -               | -               | -               | CS                 | 4                  | -?                 | -           | -           | -           | 51     | -?     |
| 2008                     | Atlético Nacional        | PD                       | 16         | -?         | -               | -               | -               | CL                 | 7                  | -?                 | -           | -           | -           | 23     | -?     |
| 2008-2009                | Nizza                    | L1                       | 25         | -30        | CF+CdL          | 0+2             | -1              | -                  | -                  | -                  | -           | -           | -           | 27     | -31    |
| 2009-2010                | Nizza                    | L1                       | 37         | -55        | CF+CdL          | 1+0             | -2              | -                  | -                  | -                  | -           | -           | -           | 38     | -57    |
| 2010-2011                | Nizza                    | L1                       | 35         | -46        | CF+CdL          | 0+1             | -2              | -                  | -                  | -                  | -           | -           | -           | 36     | -48    |
| 2011-2012                | Nizza                    | L1                       | 37         | -43        | CF+CdL          | 0+1             | -2              | -                  | -                  | -                  | -           | -           | -           | 38     | -45    |
| 2012-2013                | Nizza                    | L1                       | 26         | -26        | CF+CdL          | 0+2             | -3              | -                  | -                  | -                  | -           | -           | -           | 28     | -29    |
| 2013-2014                | Nizza                    | L1                       | 29         | -25        | CF+CdL          | 1+0             | 0               | UEL                | 2                  | -2                 | -           | -           | -           | 32     | -27    |
| Totale Nizza             | Totale Nizza             | Totale Nizza             | 189        | -225       |                 | 8               | -10             |                    | 2                  | -2                 |             | -           | -           | 199    | -237   |
| 2014-2015                | Arsenal                  | PL                       | 18         | -11        | FACup+CdL       | 1+1             | 0 + -2          | UCL                | 3                  | -4                 | CS          | 0           | 0           | 23     | -17    |
| 2015-2016                | Arsenal                  | PL                       | 4          | -5         | FACup+CdL       | 4+1             | -3 + -1         | UCL                | 3                  | -8                 | CS          | 0           | 0           | 12     | -17    |
| 2016-2017                | Arsenal                  | PL                       | 2          | -4         | FACup+CdL       | 4+0             | -2 + 0          | UCL                | 8                  | -16                | -           | -           | -           | 14     | -22    |
| 2017-2018                | Arsenal                  | PL                       | 5          | -3         | FACup+CdL       | 1+5             | -4 + -4         | UEL                | 10                 | -9                 | CS          | 0           | 0           | 21     | -20    |
| Totale Arsenal           | Totale Arsenal           | Totale Arsenal           | 29         | -23        |                 | 17              | -16             |                    | 24                 | -37                |             | 0           | 0           | 70     | -76    |
| 2018-2019                | Napoli                   | A                        | 17         | -20        | CI              | 1               | 0               | UCL+UEL            | 6+0                | -5+-0              | -           | -           | -           | 24     | -25    |
| 2019-2020                | Napoli                   | A                        | 17         | -17        | CI              | 4               | -1              | UCL                | 2                  | -4                 | -           | -           | -           | 23     | -22    |
| 2020-2021                | Napoli                   | A                        | 16         | -12        | CI              | 3               | -5              | UEL                | 3                  | -2                 | SI          | 1           | -2          | 23     | -21    |
| 2021-2022                | Napoli                   | A                        | 31         | -25        | CI              | 1               | -1              | UEL                | 1                  | -2                 | -           | -           | -           | 33     | -28    |
| Totale Napoli            | Totale Napoli            | Totale Napoli            | 81         | -74        |                 | 9               | -7              |                    | 12                 | -13                |             | 1           | -2          | 103    | -96    |
| 2022-2023                | Al-Nassr                 | SPL                      | 11         | -6         | KC              | 0               | 0               | -                  | -                  | -                  | SS          | 0           | 0           | 11     | -6     |
| 2023-2024                | Al-Nassr                 | SPL                      | 11         | -10        | KC              | 2               | -2              | ACL                | 1                  | -1                 | SS          | 1           | -2          | 15     | -15    |
| Totale Al-Nassr          | Totale Al-Nassr          | Totale Al-Nassr          | 22         | -16        |                 | 2               | -2              |                    | 1                  | -1                 |             | 1           | -2          | 26     | -21    |
| lug.-dic. 2024           | Atlético Nacional        | A                        | 4+8        | -3 + -5    | CC              | 6               | -4              | -                  | -                  | -                  | -           | -           | -           | 18     | -12    |
| 2025                     | Atlético Nacional        | A                        | 5          | -3         | CC              | 0               | 0               | -                  | -                  | -                  | SC          | 1           | -1          | 6      | -4     |
| Totale Atlético Nacional | Totale Atlético Nacional | Totale Atlético Nacional | 116        | -11+?      |                 | 6               | -4              |                    | 12                 | -?                 |             | 1           | -1          | 135    | -16+?  |
| Totale carriera          | Totale carriera          | Totale carriera          | 437        | -349+?     |                 | 42              | -39             |                    | 51                 | -53+?              |             | 3           | -5          | 533    | -446+? |

### Cronologia presenze e reti in nazionale
| Cronologia completa delle presenze e delle reti in nazionale ― Colombia | Cronologia completa delle presenze e delle reti in nazionale ― Colombia | Cronologia completa delle presenze e delle reti in nazionale ― Colombia | Cronologia completa delle presenze e delle reti in nazionale ― Colombia | Cronologia completa delle presenze e delle reti in nazionale ― Colombia | Cronologia completa delle presenze e delle reti in nazionale ― Colombia | Cronologia completa delle presenze e delle reti in nazionale ― Colombia | Cronologia completa delle presenze e delle reti in nazionale ― Colombia |
| Data                                                                    | Città                                                                   | In casa                                                                 | Risultato                                                               | Ospiti                                                                  | Competizione                                                            | Reti                                                                    | Note                                                                    |
| ----------------------------------------------------------------------- | ----------------------------------------------------------------------- | ----------------------------------------------------------------------- | ----------------------------------------------------------------------- | ----------------------------------------------------------------------- | ----------------------------------------------------------------------- | ----------------------------------------------------------------------- | ----------------------------------------------------------------------- |
| 7-2-2007                                                                | Cúcuta                                                                  | Colombia                                                                | 1 – 3                                                                   | Uruguay                                                                 | Amichevole                                                              | -3                                                                      | 13’                                                                     |
| 19-11-2008                                                              | Bogotà                                                                  | Colombia                                                                | 1 – 0                                                                   | Nigeria                                                                 | Amichevole                                                              | -                                                                       | 46’                                                                     |
| 11-2-2009                                                               | Pereira                                                                 | Colombia                                                                | 2 – 0                                                                   | Haiti                                                                   | Amichevole                                                              | -                                                                       | 47’                                                                     |
| 28-3-2009                                                               | Bogotà                                                                  | Colombia                                                                | 2 – 0                                                                   | Bolivia                                                                 | Qual. Mondiali 2010                                                     | -                                                                       |                                                                         |
| 31-3-2009                                                               | Puerto Ordaz                                                            | Venezuela                                                               | 2 – 0                                                                   | Colombia                                                                | Qual. Mondiali 2010                                                     | -2                                                                      |                                                                         |
| 6-6-2009                                                                | Buenos Aires                                                            | Argentina                                                               | 1 – 0                                                                   | Colombia                                                                | Qual. Mondiali 2010                                                     | -1                                                                      |                                                                         |
| 10-6-2009                                                               | Medellín                                                                | Colombia                                                                | 1 – 0                                                                   | Perù                                                                    | Qual. Mondiali 2010                                                     | -                                                                       |                                                                         |
| 12-8-2009                                                               | East Rutherford                                                         | Colombia                                                                | 1 – 2                                                                   | Venezuela                                                               | Amichevole                                                              | -2                                                                      | 66’                                                                     |
| 10-10-2009                                                              | Medellín                                                                | Colombia                                                                | 2 – 4                                                                   | Cile                                                                    | Qual. Mondiali 2010                                                     | -4                                                                      |                                                                         |
| 14-10-2009                                                              | Asunción                                                                | Paraguay                                                                | 0 – 2                                                                   | Colombia                                                                | Qual. Mondiali 2010                                                     | -                                                                       |                                                                         |
| 27-5-2010                                                               | Johannesburg                                                            | Sudafrica                                                               | 2 – 1                                                                   | Colombia                                                                | Amichevole                                                              | -2                                                                      |                                                                         |
| 30-5-2010                                                               | Milton Keynes                                                           | Nigeria                                                                 | 1 – 1                                                                   | Colombia                                                                | Amichevole                                                              | -1                                                                      |                                                                         |
| 3-9-2010                                                                | Puerto La Cruz                                                          | Venezuela                                                               | 0 – 2                                                                   | Colombia                                                                | Amichevole                                                              | -                                                                       |                                                                         |
| 7-9-2010                                                                | Monterrey                                                               | Messico                                                                 | 1 – 0                                                                   | Colombia                                                                | Amichevole                                                              | -1                                                                      |                                                                         |
| 8-10-2010                                                               | New Jersey                                                              | Ecuador                                                                 | 0 – 1                                                                   | Colombia                                                                | Amichevole                                                              | -                                                                       |                                                                         |
| 9-2-2011                                                                | Madrid                                                                  | Spagna                                                                  | 1 – 0                                                                   | Colombia                                                                | Amichevole                                                              | -1                                                                      |                                                                         |
| 26-3-2011                                                               | Madrid                                                                  | Colombia                                                                | 2 – 0                                                                   | Ecuador                                                                 | Amichevole                                                              | -                                                                       |                                                                         |
| 29-3-2011                                                               | L'Aia                                                                   | Cile                                                                    | 2 – 0                                                                   | Colombia                                                                | Amichevole                                                              | -2                                                                      |                                                                         |
| 3-9-2011                                                                | New Jersey                                                              | Honduras                                                                | 0 – 2                                                                   | Colombia                                                                | Amichevole                                                              | -                                                                       |                                                                         |
| 6-9-2011                                                                | Fort Lauderdale                                                         | Giamaica                                                                | 0 – 2                                                                   | Colombia                                                                | Amichevole                                                              | -                                                                       |                                                                         |
| 11-10-2011                                                              | La Paz                                                                  | Bolivia                                                                 | 1 – 2                                                                   | Colombia                                                                | Qual. Mondiali 2014                                                     | -1                                                                      |                                                                         |
| 11-11-2011                                                              | Barranquilla                                                            | Colombia                                                                | 1 – 1                                                                   | Venezuela                                                               | Qual. Mondiali 2014                                                     | -1                                                                      |                                                                         |
| 15-11-2011                                                              | Barranquilla                                                            | Colombia                                                                | 1 – 2                                                                   | Argentina                                                               | Qual. Mondiali 2014                                                     | -2                                                                      |                                                                         |
| 29-2-2012                                                               | Miami Gardens                                                           | Messico                                                                 | 0 – 2                                                                   | Colombia                                                                | Amichevole                                                              | -                                                                       |                                                                         |
| 3-6-2012                                                                | Lima                                                                    | Perù                                                                    | 0 – 1                                                                   | Colombia                                                                | Qual. Mondiali 2014                                                     | -                                                                       |                                                                         |
| 10-6-2012                                                               | Quito                                                                   | Ecuador                                                                 | 1 – 0                                                                   | Colombia                                                                | Qual. Mondiali 2014                                                     | -1                                                                      |                                                                         |
| 7-9-2012                                                                | Barranquilla                                                            | Colombia                                                                | 4 – 0                                                                   | Uruguay                                                                 | Qual. Mondiali 2014                                                     | -                                                                       |                                                                         |
| 11-9-2012                                                               | Santiago del Cile                                                       | Cile                                                                    | 1 – 3                                                                   | Colombia                                                                | Qual. Mondiali 2014                                                     | -1                                                                      |                                                                         |
| 12-10-2012                                                              | Barranquilla                                                            | Colombia                                                                | 2 – 0                                                                   | Paraguay                                                                | Qual. Mondiali 2014                                                     | -                                                                       |                                                                         |
| 16-10-2012                                                              | Barranquilla                                                            | Colombia                                                                | 3 – 0                                                                   | Camerun                                                                 | Amichevole                                                              | -                                                                       | 46’                                                                     |
| 14-11-2012                                                              | East Rutherford                                                         | Brasile                                                                 | 1 – 1                                                                   | Colombia                                                                | Amichevole                                                              | -1                                                                      |                                                                         |
| 6-2-2013                                                                | Miami Gardens                                                           | Guatemala                                                               | 1 – 4                                                                   | Colombia                                                                | Amichevole                                                              | -1                                                                      |                                                                         |
| 22-3-2013                                                               | Barranquilla                                                            | Colombia                                                                | 5 – 0                                                                   | Bolivia                                                                 | Qual. Mondiali 2014                                                     | -                                                                       |                                                                         |
| 26-3-2013                                                               | Puerto Ordaz                                                            | Venezuela                                                               | 1 – 0                                                                   | Colombia                                                                | Qual. Mondiali 2014                                                     | -1                                                                      |                                                                         |
| 7-6-2013                                                                | Buenos Aires                                                            | Argentina                                                               | 0 – 0                                                                   | Colombia                                                                | Qual. Mondiali 2014                                                     | -                                                                       |                                                                         |
| 11-6-2013                                                               | Barranquilla                                                            | Colombia                                                                | 2 – 0                                                                   | Perù                                                                    | Qual. Mondiali 2014                                                     | -                                                                       |                                                                         |
| 14-8-2013                                                               | Barcellona                                                              | Colombia                                                                | 1 – 0                                                                   | Serbia                                                                  | Amichevole                                                              | -                                                                       |                                                                         |
| 6-9-2013                                                                | Barranquilla                                                            | Colombia                                                                | 1 – 0                                                                   | Ecuador                                                                 | Qual. Mondiali 2014                                                     | -                                                                       |                                                                         |
| 10-9-2013                                                               | Montevideo                                                              | Uruguay                                                                 | 2 – 0                                                                   | Colombia                                                                | Qual. Mondiali 2014                                                     | -2                                                                      |                                                                         |
| 11-10-2013                                                              | Barranquilla                                                            | Colombia                                                                | 3 – 3                                                                   | Cile                                                                    | Qual. Mondiali 2014                                                     | -3                                                                      | 18’                                                                     |
| 15-10-2013                                                              | Asunción                                                                | Paraguay                                                                | 1 – 2                                                                   | Colombia                                                                | Qual. Mondiali 2014                                                     | -1                                                                      |                                                                         |
| 5-3-2014                                                                | Cornellà de Llobregat                                                   | Colombia                                                                | 1 – 1                                                                   | Tunisia                                                                 | Amichevole                                                              | -1                                                                      | 46’                                                                     |
| 6-6-2014                                                                | Buenos Aires                                                            | Colombia                                                                | 3 – 0                                                                   | Giordania                                                               | Amichevole                                                              | -                                                                       |                                                                         |
| 14-6-2014                                                               | Belo Horizonte                                                          | Colombia                                                                | 3 – 0                                                                   | Grecia                                                                  | Mondiali 2014 - 1º turno                                                | -                                                                       |                                                                         |
| 19-6-2014                                                               | Brasilia                                                                | Colombia                                                                | 2 – 1                                                                   | Costa d'Avorio                                                          | Mondiali 2014 - 1º turno                                                | -1                                                                      |                                                                         |
| 24-6-2014                                                               | Cuiabá                                                                  | Giappone                                                                | 1 – 4                                                                   | Colombia                                                                | Mondiali 2014 - 1º turno                                                | -1                                                                      | 84’                                                                     |
| 28-6-2014                                                               | Rio de Janeiro                                                          | Colombia                                                                | 2 – 0                                                                   | Uruguay                                                                 | Mondiali 2014 - Ottavi di Finale                                        | -                                                                       |                                                                         |
| 4-7-2014                                                                | Fortaleza                                                               | Brasile                                                                 | 2 – 1                                                                   | Colombia                                                                | Mondiali 2014 - Quarti di Finale                                        | -2                                                                      |                                                                         |
| 4-9-2014                                                                | Miami Gardens                                                           | Brasile                                                                 | 1 – 0                                                                   | Colombia                                                                | Amichevole                                                              | -1                                                                      |                                                                         |
| 26-3-2015                                                               | Riffa                                                                   | Bahrein                                                                 | 0 – 6                                                                   | Colombia                                                                | Amichevole                                                              | -                                                                       |                                                                         |
| 30-3-2015                                                               | Abu Dhabi                                                               | Colombia                                                                | 3 – 1                                                                   | Kuwait                                                                  | Amichevole                                                              | -1                                                                      |                                                                         |
| 6-6-2015                                                                | Buenos Aires                                                            | Colombia                                                                | 1 – 0                                                                   | Costa Rica                                                              | Amichevole                                                              | -                                                                       |                                                                         |
| 14-6-2015                                                               | Rancagua                                                                | Colombia                                                                | 0 – 1                                                                   | Venezuela                                                               | Coppa America 2015 - 1º turno                                           | -1                                                                      |                                                                         |
| 17-6-2015                                                               | Santiago del Cile                                                       | Brasile                                                                 | 0 – 1                                                                   | Colombia                                                                | Coppa America 2015 - 1º turno                                           | -                                                                       |                                                                         |
| 21-6-2015                                                               | Temuco                                                                  | Colombia                                                                | 0 – 0                                                                   | Perù                                                                    | Coppa America 2015 - 1º turno                                           | -                                                                       |                                                                         |
| 26-6-2015                                                               | Viña del Mar                                                            | Argentina                                                               | 0 – 0                                                                   | Colombia                                                                | Coppa America 2015 - Quarti di finale                                   | -                                                                       |                                                                         |
| 8-9-2015                                                                | Harrison                                                                | Colombia                                                                | 1 – 1                                                                   | Perù                                                                    | Amichevole                                                              | -1                                                                      |                                                                         |
| 8-10-2015                                                               | Barranquilla                                                            | Colombia                                                                | 2 – 0                                                                   | Perù                                                                    | Qual. Mondiali 2018                                                     | -                                                                       |                                                                         |
| 14-10-2015                                                              | Montevideo                                                              | Uruguay                                                                 | 3 – 0                                                                   | Colombia                                                                | Qual. Mondiali 2018                                                     | -3                                                                      |                                                                         |
| 13-11-2015                                                              | Santiago del Cile                                                       | Cile                                                                    | 1 – 1                                                                   | Colombia                                                                | Qual. Mondiali 2018                                                     | -1                                                                      |                                                                         |
| 17-11-2015                                                              | Barranquilla                                                            | Colombia                                                                | 0 – 1                                                                   | Argentina                                                               | Qual. Mondiali 2018                                                     | -1                                                                      |                                                                         |
| 24-3-2016                                                               | La Paz                                                                  | Bolivia                                                                 | 2 – 3                                                                   | Colombia                                                                | Qual. Mondiali 2018                                                     | -2                                                                      |                                                                         |
| 29-3-2016                                                               | Barranquilla                                                            | Colombia                                                                | 3 – 0                                                                   | Ecuador                                                                 | Qual. Mondiali 2018                                                     | -                                                                       |                                                                         |
| 28-5-2016                                                               | Miami                                                                   | Colombia                                                                | 3 – 1                                                                   | Haiti                                                                   | Amichevole                                                              | -1                                                                      |                                                                         |
| 4-6-2016                                                                | Santa Clara                                                             | Stati Uniti                                                             | 0 – 2                                                                   | Colombia                                                                | Coppa America Centenario - 1º turno                                     | -                                                                       |                                                                         |
| 8-6-2016                                                                | Pasadena                                                                | Colombia                                                                | 2 – 1                                                                   | Paraguay                                                                | Coppa America Centenario - 1º turno                                     | -1                                                                      |                                                                         |
| 17-6-2016                                                               | East Rutherford                                                         | Perù                                                                    | 0 – 0                                                                   | Colombia                                                                | Coppa America Centenario - Quarti di finale                             | -                                                                       |                                                                         |
| 22-6-2016                                                               | Chicago                                                                 | Colombia                                                                | 0 – 2                                                                   | Cile                                                                    | Coppa America Centenario - Semifinale                                   | -2                                                                      |                                                                         |
| 25-6-2016                                                               | Glendale                                                                | Stati Uniti                                                             | 0 – 1                                                                   | Colombia                                                                | Coppa America Centenario - Finale 3º posto                              | -                                                                       |                                                                         |
| 1-9-2016                                                                | Barranquilla                                                            | Colombia                                                                | 2 – 0                                                                   | Venezuela                                                               | Qual. Mondiali 2018                                                     | -                                                                       |                                                                         |
| 6-9-2016                                                                | Manaus                                                                  | Brasile                                                                 | 2 – 1                                                                   | Colombia                                                                | Qual. Mondiali 2018                                                     | -2                                                                      |                                                                         |
| 6-10-2016                                                               | Asunción                                                                | Paraguay                                                                | 0 – 1                                                                   | Colombia                                                                | Qual. Mondiali 2018                                                     | -                                                                       |                                                                         |
| 11-10-2016                                                              | Barranquilla                                                            | Colombia                                                                | 2 – 2                                                                   | Uruguay                                                                 | Qual. Mondiali 2018                                                     | -2                                                                      | cap.                                                                    |
| 10-11-2016                                                              | Barranquilla                                                            | Colombia                                                                | 0 – 0                                                                   | Cile                                                                    | Qual. Mondiali 2018                                                     | -                                                                       |                                                                         |
| 16-11-2016                                                              | San Juan                                                                | Argentina                                                               | 3 – 0                                                                   | Colombia                                                                | Qual. Mondiali 2018                                                     | -3                                                                      |                                                                         |
| 23-3-2017                                                               | Barranquilla                                                            | Colombia                                                                | 1 – 0                                                                   | Bolivia                                                                 | Qual. Mondiali 2018                                                     | -                                                                       |                                                                         |
| 28-3-2017                                                               | Quito                                                                   | Ecuador                                                                 | 0 – 2                                                                   | Colombia                                                                | Qual. Mondiali 2018                                                     | -                                                                       |                                                                         |
| 7-6-2017                                                                | Murcia                                                                  | Spagna                                                                  | 2 – 2                                                                   | Colombia                                                                | Amichevole                                                              | -2                                                                      |                                                                         |
| 13-6-2017                                                               | Getafe                                                                  | Camerun                                                                 | 0 – 4                                                                   | Colombia                                                                | Amichevole                                                              | -                                                                       | 61’                                                                     |
| 31-8-2017                                                               | San Cristóbal                                                           | Venezuela                                                               | 0 – 0                                                                   | Colombia                                                                | Qual. Mondiali 2018                                                     | -                                                                       |                                                                         |
| 5-9-2017                                                                | Barranquilla                                                            | Colombia                                                                | 1 – 1                                                                   | Brasile                                                                 | Qual. Mondiali 2018                                                     | -1                                                                      |                                                                         |
| 5-10-2017                                                               | Barranquilla                                                            | Colombia                                                                | 1 – 2                                                                   | Paraguay                                                                | Qual. Mondiali 2018                                                     | -2                                                                      |                                                                         |
| 10-10-2017                                                              | Lima                                                                    | Perù                                                                    | 1 – 1                                                                   | Colombia                                                                | Qual. Mondiali 2018                                                     | -1                                                                      |                                                                         |
| 23-3-2018                                                               | Saint-Denis                                                             | Francia                                                                 | 2 – 3                                                                   | Colombia                                                                | Amichevole                                                              | -2                                                                      |                                                                         |
| 27-3-2018                                                               | Londra                                                                  | Colombia                                                                | 0 – 0                                                                   | Australia                                                               | Amichevole                                                              | -                                                                       |                                                                         |
| 1-6-2018                                                                | Bergamo                                                                 | Egitto                                                                  | 0 – 0                                                                   | Colombia                                                                | Amichevole                                                              | -                                                                       |                                                                         |
| 19-6-2018                                                               | Saransk                                                                 | Colombia                                                                | 1 – 2                                                                   | Giappone                                                                | Mondiali 2018 - 1º turno                                                | -2                                                                      |                                                                         |
| 24-6-2018                                                               | Kazan'                                                                  | Polonia                                                                 | 0 – 3                                                                   | Colombia                                                                | Mondiali 2018 - 1º turno                                                | -                                                                       |                                                                         |
| 28-6-2018                                                               | Samara                                                                  | Senegal                                                                 | 0 – 1                                                                   | Colombia                                                                | Mondiali 2018 - 1º turno                                                | -                                                                       |                                                                         |
| 3-7-2018                                                                | Tušino                                                                  | Colombia                                                                | 1 – 1 dts (3 – 4 dtr)                                                   | Inghilterra                                                             | Mondiali 2018 - Ottavi di finale                                        | -1                                                                      |                                                                         |
| 7-9-2018                                                                | Miami                                                                   | Venezuela                                                               | 1 – 2                                                                   | Colombia                                                                | Amichevole                                                              | -1                                                                      |                                                                         |
| 11-9-2018                                                               | East Rutherford                                                         | Argentina                                                               | 0 – 0                                                                   | Colombia                                                                | Amichevole                                                              | -                                                                       | 88’                                                                     |
| 12-10-2018                                                              | Tampa                                                                   | Stati Uniti                                                             | 2 – 4                                                                   | Colombia                                                                | Amichevole                                                              | -2                                                                      |                                                                         |
| 16-10-2018                                                              | Harrison                                                                | Colombia                                                                | 3 – 1                                                                   | Costa Rica                                                              | Amichevole                                                              | -1                                                                      |                                                                         |
| 4-6-2019                                                                | Bogotà                                                                  | Colombia                                                                | 3 – 0                                                                   | Panama                                                                  | Amichevole                                                              | -                                                                       | 77’                                                                     |
| 9-6-2019                                                                | Lima                                                                    | Perù                                                                    | 0 – 3                                                                   | Colombia                                                                | Amichevole                                                              | -                                                                       |                                                                         |
| 15-6-2019                                                               | Salvador de Bahia                                                       | Argentina                                                               | 0 – 2                                                                   | Colombia                                                                | Coppa America 2019 - 1º turno                                           | -                                                                       |                                                                         |
| 19-6-2019                                                               | San Paolo                                                               | Colombia                                                                | 1 – 0                                                                   | Qatar                                                                   | Coppa America 2019 - 1º turno                                           | -                                                                       |                                                                         |
| 29-6-2019                                                               | San Paolo                                                               | Colombia                                                                | 0 – 0 (4 – 5 dtr)                                                       | Cile                                                                    | Coppa America 2019 - Quarti di finale                                   | -                                                                       |                                                                         |
| 7-9-2019                                                                | Miami Gardens                                                           | Brasile                                                                 | 2 – 2                                                                   | Colombia                                                                | Amichevole                                                              | -2                                                                      |                                                                         |
| 12-10-2019                                                              | Alicante                                                                | Colombia                                                                | 0 – 0                                                                   | Cile                                                                    | Amichevole                                                              | -                                                                       | cap.                                                                    |
| 15-10-2019                                                              | Lilla                                                                   | Algeria                                                                 | 3 – 0                                                                   | Colombia                                                                | Amichevole                                                              | -3                                                                      | cap.                                                                    |
| 16-11-2019                                                              | Miami Gardens                                                           | Colombia                                                                | 1 – 0                                                                   | Perù                                                                    | Amichevole                                                              | -                                                                       | cap.                                                                    |
| 19-11-2019                                                              | Harrison                                                                | Ecuador                                                                 | 0 – 1                                                                   | Colombia                                                                | Amichevole                                                              | -                                                                       | cap.                                                                    |
| 13-11-2020                                                              | Barranquilla                                                            | Colombia                                                                | 0 – 3                                                                   | Uruguay                                                                 | Qual. Mondiali 2022                                                     | -3                                                                      |                                                                         |
| 3-6-2021                                                                | Lima                                                                    | Perù                                                                    | 0 – 3                                                                   | Colombia                                                                | Qual. Mondiali 2022                                                     | -                                                                       |                                                                         |
| 8-6-2021                                                                | Barranquilla                                                            | Colombia                                                                | 2 – 2                                                                   | Argentina                                                               | Qual. Mondiali 2022                                                     | -2                                                                      |                                                                         |
| 13-6-2021                                                               | Cuiabá                                                                  | Colombia                                                                | 1 – 0                                                                   | Ecuador                                                                 | Coppa America 2021 - 1º turno                                           | -                                                                       | cap.                                                                    |
| 17-6-2021                                                               | Goiânia                                                                 | Colombia                                                                | 0 – 0                                                                   | Venezuela                                                               | Coppa America 2021 - 1º turno                                           | -                                                                       | cap.                                                                    |
| 20-6-2021                                                               | Goiânia                                                                 | Colombia                                                                | 1 – 2                                                                   | Perù                                                                    | Coppa America 2021 - 1º turno                                           | -2                                                                      | cap.                                                                    |
| 23-6-2021                                                               | Rio de Janeiro                                                          | Brasile                                                                 | 2 – 1                                                                   | Colombia                                                                | Coppa America 2021 - 1º turno                                           | -1                                                                      | cap. 81’                                                                |
| 3-7-2021                                                                | Brasilia                                                                | Uruguay                                                                 | 0 – 0 (2 – 4 dtr)                                                       | Colombia                                                                | Coppa America 2021 - Quarti di finale                                   | -                                                                       | cap.                                                                    |
| 6-7-2021                                                                | Brasilia                                                                | Argentina                                                               | 1 – 1 (3 – 2 dtr)                                                       | Colombia                                                                | Coppa America 2021 - Semifinale                                         | -1                                                                      | cap.                                                                    |
| 2-9-2021                                                                | La Paz                                                                  | Bolivia                                                                 | 1 – 1                                                                   | Colombia                                                                | Qual. Mondiali 2022                                                     | -1                                                                      | cap.                                                                    |
| 5-9-2021                                                                | Asunción                                                                | Paraguay                                                                | 1 – 1                                                                   | Colombia                                                                | Qual. Mondiali 2022                                                     | -1                                                                      | cap.                                                                    |
| 9-9-2021                                                                | Barranquilla                                                            | Colombia                                                                | 3 – 1                                                                   | Cile                                                                    | Qual. Mondiali 2022                                                     | -1                                                                      | cap.                                                                    |
| 7-10-2021                                                               | Montevideo                                                              | Uruguay                                                                 | 0 – 0                                                                   | Colombia                                                                | Qual. Mondiali 2022                                                     | -                                                                       | cap.                                                                    |
| 10-10-2021                                                              | Barranquilla                                                            | Colombia                                                                | 0 – 0                                                                   | Brasile                                                                 | Qual. Mondiali 2022                                                     | -                                                                       | cap.                                                                    |
| 14-10-2021                                                              | Barranquilla                                                            | Colombia                                                                | 0 – 0                                                                   | Ecuador                                                                 | Qual. Mondiali 2022                                                     | -                                                                       | cap.                                                                    |
| 11-11-2021                                                              | San Paolo                                                               | Brasile                                                                 | 1 – 0                                                                   | Colombia                                                                | Qual. Mondiali 2022                                                     | -1                                                                      | cap.                                                                    |
| 16-11-2021                                                              | Barranquilla                                                            | Colombia                                                                | 0 – 0                                                                   | Paraguay                                                                | Qual. Mondiali 2022                                                     | -                                                                       | cap.                                                                    |
| 28-1-2022                                                               | Barranquilla                                                            | Colombia                                                                | 0 – 1                                                                   | Perù                                                                    | Qual. Mondiali 2022                                                     | -1                                                                      | cap.                                                                    |
| 24-3-2022                                                               | Barranquilla                                                            | Colombia                                                                | 3 – 0                                                                   | Bolivia                                                                 | Qual. Mondiali 2022                                                     | -                                                                       | cap.                                                                    |
| 29-3-2022                                                               | Ciudad Guayana                                                          | Venezuela                                                               | 0 – 1                                                                   | Colombia                                                                | Qual. Mondiali 2022                                                     | -                                                                       | cap.                                                                    |
| 25-9-2022                                                               | Harrison                                                                | Colombia                                                                | 4 – 1                                                                   | Guatemala                                                               | Amichevole                                                              | -1                                                                      | cap.                                                                    |
| 28-9-2022                                                               | Santa Clara                                                             | Messico                                                                 | 2 – 3                                                                   | Colombia                                                                | Amichevole                                                              | -2                                                                      | cap.                                                                    |
| 19-11-2022                                                              | Fort Lauderdale                                                         | Colombia                                                                | 2 – 0                                                                   | Paraguay                                                                | Amichevole                                                              | -                                                                       | cap.                                                                    |
| 16-12-2023                                                              | Los Angeles                                                             | Messico                                                                 | 2 – 3                                                                   | Colombia                                                                | Amichevole                                                              | -2                                                                      | cap.                                                                    |
| Totale                                                                  |                                                                         | Presenze (1º posto)                                                     | 128                                                                     |                                                                         | Reti                                                                    | -105                                                                    |                                                                         |

## Palmarès

### Club

#### Competizioni nazionali
- Community Shield: 3

Arsenal: 2014, 2015, 2017
- Coppa d'Inghilterra: 2

Arsenal: 2014-2015, 2016-2017
- Coppa Italia: 1

Napoli: 2019-2020
- Copa Colombia: 1

Atlético Nacional: 2024
- Campionato colombiano: 1

Atlético Nacional: Clausura 2024
- Súper Liga: 1

Atlético Nacional: 2025

#### Competizioni internazionali
- Coppa dei Campioni araba per club: 1

Al-Nassr: 2023